# Iwar Stukołkin
Iwar Stukołkin (ur. 13 sierpnia 1960 w Tallinnie) – radziecki pływak. Dwukrotny medalista olimpijski z Moskwy.
Specjalizował się w stylu dowolnym. Zawody w 1980 były jego jedynymi igrzyskami. Pod nieobecność części sportowców, w tym amerykańskich pływaków, był trzeci na dystansie 400 metrów stylem dowolnym i sięgnął po złoto w sztafecie kraulowej. W 1982 był wicemistrzem świata w sztafecie 4 × 200 metrów kraulem. Był mistrzem ZSRR oraz związkowej republiki Estonii.